# Campiglia dei Berici
Campiglia dei Berici is een gemeente in de Italiaanse provincie Vicenza (regio Veneto) en telt 1757 inwoners (31-12-2004). De oppervlakte bedraagt 10,9 km², de bevolkingsdichtheid is 161 inwoners per km².

## Demografie
Campiglia dei Berici telt ongeveer 632 huishoudens. Het aantal inwoners steeg in de periode 1991-2001 met 0,2% volgens cijfers uit de tienjaarlijkse volkstellingen van ISTAT.
| Jaar | Inwoneraantal |
| ---- | ------------- |
| 1991 | 1742          |
| 2001 | 1746          |

## Geografie
De gemeente ligt op ongeveer 16 m boven zeeniveau.
Campiglia dei Berici grenst aan de volgende gemeenten: Agugliaro, Albettone, Noventa Vicentina, Sossano.

## Externe link

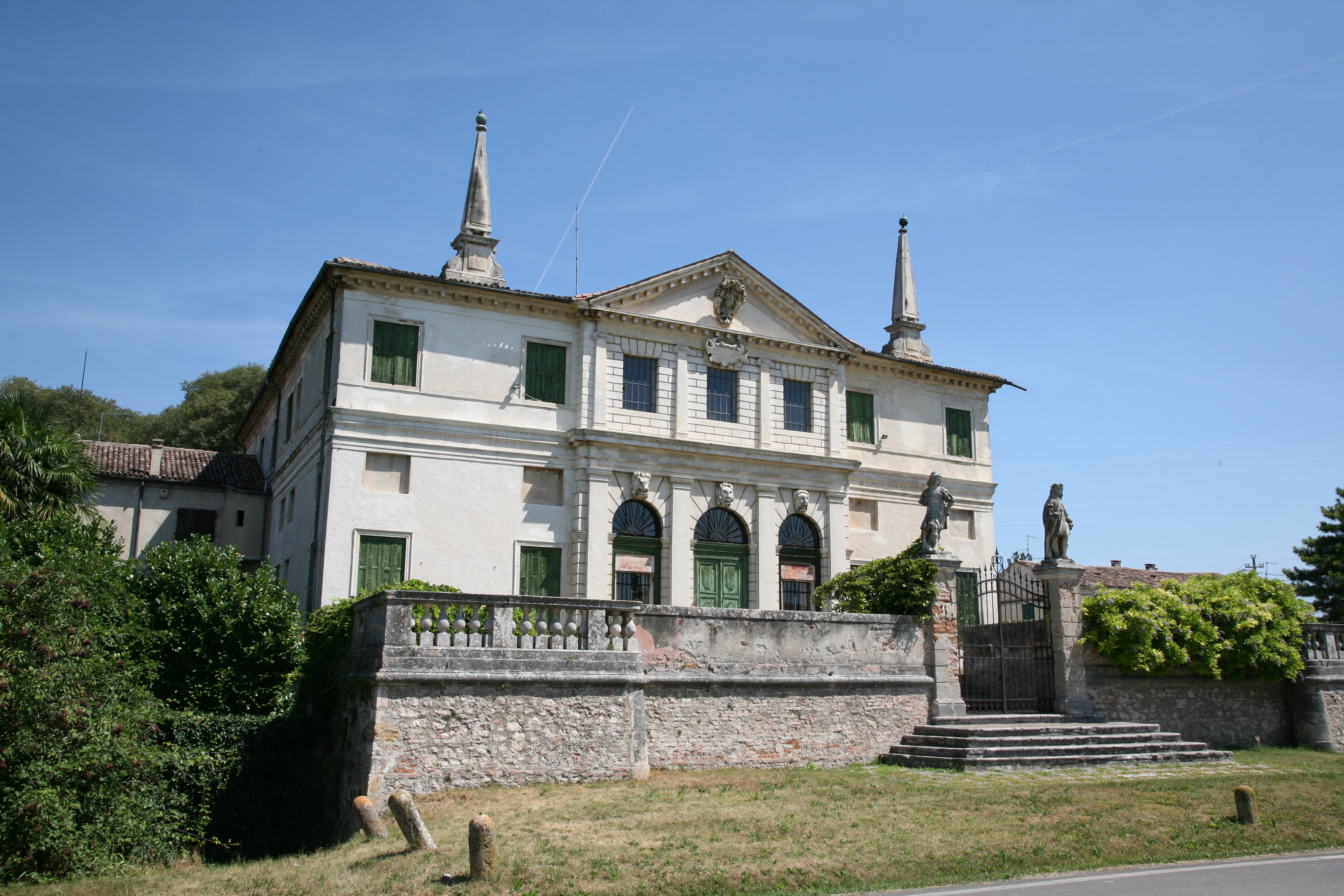
Villa Repeta, Campiglia dei Berici